# Into the Arms of Strangers: Stories of the Kindertransport
 Into the Arms of Strangers: Stories of the Kindertransport  is een Amerikaans-Engelse documentaire uit 2000 over de reddingsoperatie van Duitse en Oostenrijkse Joodse kinderen uit de door de nazi's bezette gebieden vlak voor de Tweede Wereldoorlog.

## Verhaal
De reddingsoperatie, die 10.000 kinderen redde van de dood, was opgezet met steun van de Britse regering. Het vertelt de hartverscheurende verhalen van joodse kinderen die huis en haard, ouders, familie en hun jeugd achterlieten en op een trein stapte op weg naar Engeland alwaar ze door gastgezinnen werden opgevangen. De meeste kinderen zagen hun ouders nooit meer terug. Het verhaal, dat gepresenteerd werd door actrice Judi Dench, won een Academy Award voor Beste Documentaire.